# Kurtkowiec
Der Kurtkowiec in Polen ist ein Gletschersee in der Dolina Zielona Gąsienicowa in der Hohen Tatra. Er befindet sich in der Gemeinde Zakopane und ist über mehrere markierte Wanderwege erreichbar. Das Wasser des Sees fließt über die Sucha Woda Gąsienicowa ab. 